# Сёмна
Сёмна — коммуна в фюльке Нурланн в Норвегии. Является частью региона Хельгеланд. Административный центр коммуны Сёмна — деревня Вик (также используется название Вик и Хельгеланд (Вик в Хельгеланде)). В коммуне существуют ещё три общины: Далботн, Сунд и Берг.
Коммуна Сёмна (называлась Вик до 1941 года) была отделена от коммуны Брённёй 1 января 1901 года. 1 января 1964 года она опять была объединена с коммуной Брённёй, а потом снова отделена 1 января 1977 года.

## География и история
Коммуна граничит с коммуной Брённёй по суше, с коммуной Биндал на юге и востоке имеет общую границу по морю. Сёмна состоит, главным образом, из обширной низменности Страндфлатен (прибрежный край) и является одной из нескольких коммун Норвегии в которой фермеры всё ещё выращивают зерно. Древнейшие остатки лодки обнаруженные когда-либо в Норвегии (2500 лет назад в Haugvikbåten) были найдены в болоте в Сёмне.

## Общая информация

### Название
Старонорвежское название коммуны вероятно было Søfn. Значение названия неизвестно.

### Герб
У коммуны современный герб. Он был принят 14 июня 1988 года. На гербе изображены три объединённых листка клевера на красном фоне. Герб символизирует единство сельского хозяйства, культуры и процветания коммуны.